# OFZ
OFZ (Abkürzung für Russisch: Облигации Федерального Займа (Obligazii Federalnowo Saima), wörtliche Übersetzung: Föderale Schuldanleihen) sind Kupon-tragende Bundesanleihen, die von der russischen Regierung ausgegeben werden. Das Finanzministerium versteigert OFZs, um den Bundeshaushalt zu finanzieren, oder seltener, um angeschlagene Banken zu retten. Sie bilden einen wesentlichen Bestandteil des russischen Finanzsystems.
OFZ wurden im Juni 1995 eingeführt, um das russische Anleiheangebot als Instrument mit mittel- bis langfristigen Laufzeiten zu ergänzen. Es werden auch inflationsindexierte OFZ-Anleihen emittiert. Im August 1998 geriet die russische Regierung mit im Inland begebenen Schuldtiteln, einschließlich OFZs, in Verzug.  2012 wurden OFZs an das europaweite Clearingsystem Euroclear angeschlossen.
Der Anteil der von Ausländern gehaltenen OFZ stieg von nahezu null im Jahr 2006 auf 25 % bis Ende 2013. Per Februar 2018 wurden 33,9 % aller ausstehenden OFZs von Ausländern gehalten. Bis September 2018 war die Zahl aufgrund der Androhung weiterer US-Sanktionen gegen die russische Wirtschaft auf 27 % gesunken.